# Liste der bolivianischen Botschafter in Frankreich
Dies ist eine Liste der bolivianischen Botschafter in Frankreich.
| Ernannt / Akkreditiert | Name                                   | Bemerkungen                                                                         | ernannt von                       | akkreditiert bei             |
| ---------------------- | -------------------------------------- | ----------------------------------------------------------------------------------- | --------------------------------- | ---------------------------- |
| 1833                   | José Joaquín Casimiro Olañeta y Güemes | (* 3. März 1795 in Chuquisaca; † 12. August 1860 in Charcas)                        | José Miguel de Velasco Franco     | Louis-Philippe I.            |
| 1848                   | Pedro José Domingo de Guerra           | [ 2 ]                                                                               | José Miguel de Velasco Franco     | Louis-Philippe I.            |
| 1855                   | Andrés de Santa Cruz                   | [ 3 ]                                                                               | Manuel Isidoro Belzu              | Zweite Französische Republik |
| 1865                   | Manuel Isidoro Belzu                   |                                                                                     | Jorge Córdova                     | Napoleon III.                |
| 17. März 1887          | Aniceto Arce Ruiz                      | 1885 zum Gesandten in Santigo de Chile ernannt, 1886 Gesandter in Madrid und Paris. | Gregorio Pacheco Leyes            | Marie François Sadi Carnot   |
| 1904                   | Manuel de Argandoña                    |                                                                                     | Severo Fernandez Alonso Caballero | Félix Faure                  |
| 1919                   | Ismael Montes                          | Ismael Montes: 1904–1909 und 1913–1917 Präsident von Bolivien                       | José María Escalier               | Raymond Poincaré             |
| 1926                   | Félix Avelino Aramayo                  | (* 1846 Paris; † 1929 ebenda)                                                       | José Manuel Ramirez               | Paul Deschanel               |
| 1926                   | Simón I. Patiño                        |                                                                                     | Hernando Siles Reyes              | Gaston Doumergue             |
| 1947                   | Jorge Ortiz Linares                    | Ehemann von Graziella Patiño de Ortiz-Linares (* 1910), Tochter von Simón I. Patiño | Enrique Hertzog                   | Vincent Auriol               |
| 12. Juli 1949          | Adolfo Costa du Rels                   |                                                                                     | Mamerto Urriolagoitia Harriague   | Vincent Auriol               |
| 14. Okt. 1954          | Adrián Barrenechea Torrés              | (* 1908)                                                                            | Hernán Siles Zuazo                | René Coty                    |
| 1. Sep. 1956           | Wálter Guevara Arze                    |                                                                                     | Hernán Siles Zuazo                | René Coty                    |
| 20. Nov. 1958          | José Cuadros Quiroga                   |                                                                                     | Hernán Siles Zuazo                | René Coty                    |
| 6. Juni 1964           | Augusto Céspedes Patzi                 |                                                                                     | Víctor Paz Estenssoro             | Charles de Gaulle            |
| 1966                   | German Borda                           | Geschäftsträger                                                                     | Alfredo Ovando Candia             | Charles de Gaulle            |
| 6. Juni 1966           | Walter Galindo                         |                                                                                     | Alfredo Ovando Candia             | Charles de Gaulle            |
| 1. Aug. 1969           | Roque Aguilera Vargas                  |                                                                                     | Luis Adolfo Siles Salinas         | Alain Poher                  |
| 24. März 1972          | Arturo Vilela                          |                                                                                     | Hugo Banzer Suárez                | Georges Pompidou             |
| 5. Okt. 1973           | Joaquín Zenteno Anaya                  |                                                                                     | Hugo Banzer Suárez                | Georges Pompidou             |
| 12. Mai 1976           | José Antonio Arze Murillo              |                                                                                     | Hugo Banzer Suárez                | Valéry Giscard d’Estaing     |
| 19. Okt. 1994          | Carlos Antonio Carrasco                |                                                                                     | Gonzalo Sánchez de Lozada         | François Mitterrand          |
| 6. Apr. 1998           | Gonzalo Campero Paz                    |                                                                                     | Hugo Banzer Suárez                | Jacques Chirac               |
| 4. Mai 2001            | Pedro Rivero-Mercado                   |                                                                                     | Jorge Quiroga Ramírez             | Jacques Chirac               |
| 10. Feb. 2004          | Florencia Ballivian de Romero          | [ 6 ]                                                                               | Carlos Mesa                       | Jacques Chirac               |
| 2006                   | José de Acha Garron                    | Geschäftsträger                                                                     | Evo Morales                       | Jacques Chirac               |
| 13. Okt. 2006          | Luzmila Carpio                         | Botschafterin Boliviens in Frankreich                                               | Evo Morales                       | Jacques Chirac               |
| 11. Juli 2012          | Jean Paul Guevara Avila                |                                                                                     | Evo Morales                       | François Hollande            |